# 阿爾斯特區
阿爾斯特區（荷蘭語：Arrondissement Aalst）是比利時弗拉芒大區东佛兰德省的一個区。該區轄有10個市鎮，面積468.92平方公里，2020年1月1日人口為293372人。

## 市鎮
阿爾斯特區下轄以下市鎮：
- 阿尔斯特（Aalst）
- 登德尔莱乌（Denderleeuw）
- 埃尔珀-梅勒（Erpe-Mere）
- 赫拉尔兹贝亨（Geraardsbergen）
- 哈尔泰特（Haaltert）
- 海尔泽勒（Herzele）
- 莱德（Lede）
- 尼诺弗（Ninove）
- 圣利芬斯-豪特姆（Sint-Lievens-Houtem）
- 佐特海姆（Zottegem）